# Augusto Conte Lacave

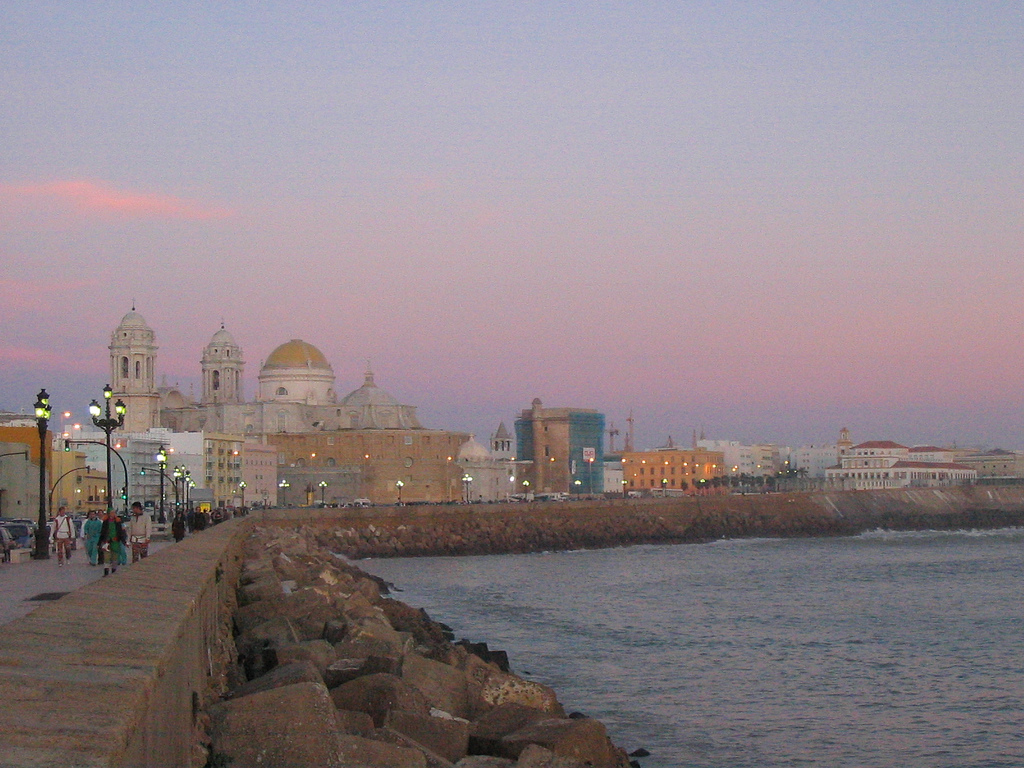
Costa atlántica de Cádiz desde el Campo del Sur.

Augusto José Conte y Lacave (Cádiz, 1900-1971) fue un bibliófilo, esteta e historiador, que se desenvolvió dentro del ámbito cultural de la Bahía de Cádiz. El apellido español Conte procede de La Rioja aunque con frecuencia ha sido confundido con el francés Compte, Comté o Conté.

## Juventud
Perteneciente por ambos apellidos a acomodadas familias de la burguesía isabelina gaditana.
Nieto de Augusto Conte Lerdo de Tejada e hijo único de Augusto Conte y Macdonell y Guadalupe Lacave y Rábago,  a los 10 años quedó huérfano de madre y de padre. Por disposición testamentaria paterna fue a vivir a Florencia (Italia) a casa de su abuelo con la familia de una tía Emilia Conte, a la que no conocía. La familia gaditana pleitea para recuperar su custodia. Parece ser que intervino Antonio Maura y Augusto pudo volver a Cádiz  bajo el cuidado de su madrina y la tutoría del abogado y diputado conservador gaditano Juan Gualberto Pemán Maestre (padre de José María Pemán que era tres años mayor que Augusto José) y un consejo formado por cinco o seis personas de la élite local.
Estabilizada su vida y fortuna, el niño Augusto José normaliza en un habitus rentista, cálido y brillante. Completó su formación básica en el Colegio de San Felipe Neri.
Doctor en Derecho y licenciado en Filosofía y Letras su curiosidad vital se dirigió fundamentalmente hacia el humanismo erudito. Ferviente católico, junto a su amigo José María Pemán toma la insignia de Propagandista A.C.N.de P. el 20 de diciembre de 1928 de manos de Ángel Herrera Oria. En 1932 dirigió la revista Estudio de la Federación de Estudiantes Católicos. Miembro del Ateneo gaditano desde muy joven, en el año 1923 ingresó como numerario en la Real Academia Hispano Americana de Ciencias, Artes y Letras de Cádiz, de donde parece ser que años más tarde habría sido amonestado y apercibido por «su incomparecencia continuada» a las sesiones, durante los años de la República.

## Guerra civil
De tendencia conservadora, defendió la conservación de las iglesias, en las revueltas previas a la guerra Civil, se le nombró Gestor Municipal (Concejal) el 15 de mayo de 1938 formando parte de la corporación tecnócrata del alcalde Juan de Dios Molina Arroquia.  Ocupado de asuntos culturales Conte dirigió un oficio municipal a la Academia Hispano Americana (a la que pertenecía)  en el que informaba de que la gestión del Museo de Las Cortes, hasta entonces sede de la Institución, pasaba a cargo municipal. También advertía que su afamada biblioteca, reunida desde sus inicios por sus directores Cayetano del Toro y  más tarde Pelayo Quintero Atauri (que era monárquico y rotario) con importantes fondos donados por presidentes hispano-americanos, habría de someterse a una «necesaria limpieza y conservación» 

«La biblioteca de la Academia es de escasa importancia y presenta notables vacíos temáticos, además de encontrarse en un lamentable estado de ordenación».

Tras la marcha forzada del ilustre arqueólogo Pelayo Quintero Atauri a Tetuán hubo una rotación en la institución: el antiguo secretario (José María Pemán) pasó a director y Augusto Conte se le nombró Secretario General (1939). Al quedar sin su sede habitual, en la calle de Santa Inés 9, a partir de 1948 los actos de la Academia se celebraron en el Salón Regio de la Diputación Provincial y los fondos, muchos de ellos con valiosas encuadernaciones modernistas, fueron guardados en cajas y encontrados posteriormente en el trastero del Casino Gaditano.
Augusto Conte había tomado mucho predicamento. Fue nombrado en 1937 secretario del Consejo de administración del Monte de Piedad y Caja de Ahorros de Cádiz, Diputado Provincial, Visitador de Beneficencia,  miembro correspondiente de la Real Academia de la Historia y académico numerario de otras tantas academias.
Miembro de mérito del Consejo Histórico y Heráldico de Francia.
Casado en 1927 con Inmaculada Domecq Rivero era concuñado del escritor y político gaditano  José María Pemán. Ambas prolíficas familias vivían muy cerca una de la otra en un barrio distinguido del centro de Cádiz.

## Publicista
Como gestor municipal presentó un proyecto de "Comisión oficial para el estudio e investigación de la Historia de Cádiz" que fue aprobado, siendo su vicepresidente. En 1953 fue honrado con la Cruz del Mérito Naval por su participación destacada en la Exposición del Libro Antiguo del Mar que organizara el Casino Gaditano. En 1959 interviene como miembro fundador de la "Tertulia del Pozo de la Jara" para el estudio del folklore gaditano. Formó parte como vocal del Patronato de los cursos de Verano de Cádiz. Ejerció la docencia algún tiempo como profesor de Historia en la Escuela Naval Militar de San Fernando.
Destacó como conferenciante, profesor,e historiador de temas locales, americanistas y religiosos. Sus trabajos están referidos a tres periodos bien diferenciados: 1.- Cádiz en el siglo XVIII, 2.- Cádiz durante la guerra de la Independencia, 3.- Páginas de historia gaditana del siglo XIX.
Heredó y completó una extensa biblioteca en la que destaca una insólita colección de sermones católicos y unas muy valiosas encuadernaciones. También reunió un espléndido archivo fotográfico con daguerrotipos muy antiguos. Constaba de unos 16000 volúmenes; a su muerte fue vendida por un precio simbólico a la Caja de Ahorros de Cádiz.
La Biblioteca de Temas Gaditanos, fundada en 1974, pertenece a la Fundación Unicaja y cuenta con unos 18.000 volúmenes, la mayoría procedentes de la biblioteca de Augusto Conte, así como de distintas instituciones gaditanas. Con esta cesión la familia, evitó que su biblioteca se dispersase, como tantas otras de la época dorada de la ciudad. 
Tuvo una vida plácida, criando sus hijos, escribiendo, leyendo y dando conferencias. Tiene una plaza con su nombre otorgada por el Ayuntamiento de Cádiz.

## Obras principales

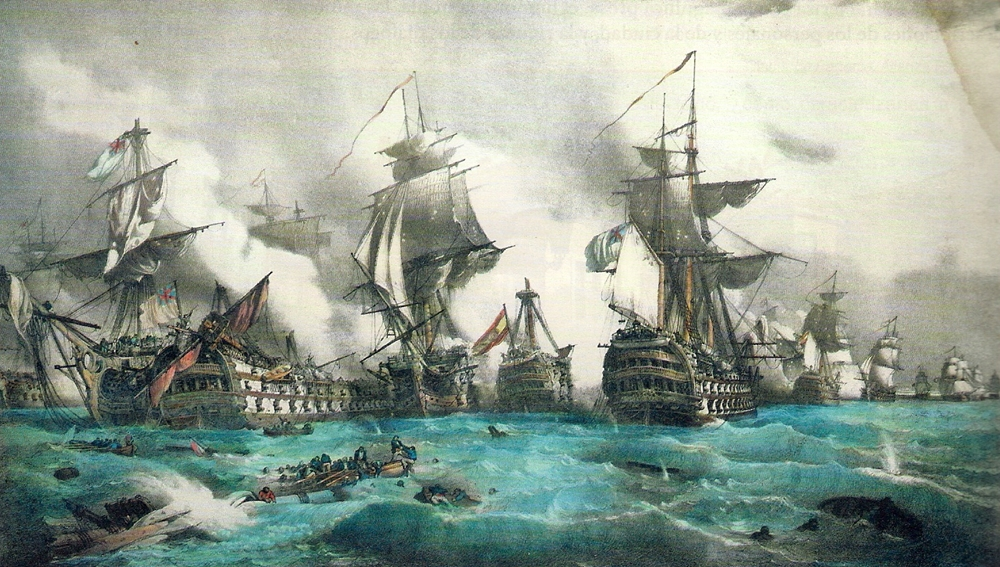
La batalla de Trafalgar, por Juan Vallejo

- Notas para un ensayo sobre fray Francisco de Victoria, O. P., y su doctrina jurídico internacional, Cádiz, 1923.
- Cádiz del Setecientos, 2 vols., Caja Ahorros de Cádiz, 1978.
- Cádiz en la Guerra de la Independencia.
- Prólogo a Pablo Antón Solé, Los pícaros de Conil y Zahara.
- Páginas de la historia gaditana del siglo XIX.
- El gran apóstol del siglo XVIII: fray Diego José de Cádiz.
- Cincuenta marinos ilustres de Cádiz y su provincia.
- Un gaditano poco conocido: monseñor Carlos Cuarteroni.
- Pequeñas rectificaciones históricas
- El ataque de Nelson a Cádiz, Cádiz, Caja de Ahorros, 1976.
- En los días de Trafalgar, prólogo de Miguel Martínez del Cerro; con una introducción de Alberto Ramos Santana, Cádiz, Diputación Provincial de Cádiz, Servicio de Publicaciones, 2005.
- En el día de la Hispanidad, Discurso... ante la Real Academia Hispano-Americana el 12 de octubre de 1940, Cádiz, [Imp. de Don Salvador Repeto], 1941.
- Exposición del Libro antiguo del mar: Catalogo, Prólogo del Excmo. Sr. D. José María Pemán... Colofón por D. Enrique Barbudo Duarte, Cádiz, [s.n.], 1953.
- La leyenda negra en la primera mitad del siglo XIX, Discurso leído ante la Real Academia Hispano-Americana de Ciencias y Arte, en el acto de su recepción y contestación por D. José María Pemán y Pemartín, Cádiz, [Imp. Ordóñez], 1923.